# Basílica de San Marino
La Basílica de San Marino es un templo católico situado en la República de San Marino. Situada en la Piazza Domus Plebis, en el noreste de la ciudad, es la principal iglesia católica de San Marino. Está dedicado a San Marino diácono, patrón y fundador del país según la tradición, cuyas reliquias se encuentran en este templo. Adyacente a la catedral, se encuentra la iglesia de San Pedro.
Su silueta aparece en las monedas de 10 céntimos de euro del país.

## Historia
Según documentos encontrados en el año 530, una primitiva iglesia, dedicada al mismo patrón, fue erigida en el mismo lugar durante la mitad del siglo IV. Ya en julio de 1113 nuevos documentos reflejarían las donaciones ofrecidas por los fieles.
Al principio del siglo XIX, la iglesia se encontraba en un estado lamentable. Años más tarde, se acordó el proyecto para la construcción de un nuevo templo en el mismo lugar donde se encontraba el anterior. La construcción empezaría el 28 de julio de 1826 y terminaría doce años más tarde, siendo solemnemente inaugurada en la presencia del obispo de Montefeltro (Italia), Crispino Agostinucci.
El 21 de julio de 1926, la iglesia fue elevada a la categoría de Basílica por Pío XI; y años después, en agosto de 1982, sería visitada por Juan Pablo II, quien bendeciría la iglesia y las reliquias pertenecientes a San Marino Diácono.

## Arquitectura
De estilo neoclacisista, el interior de la basílica está formado por tres naves, soportadas por dieciséis columnas corintias que forman un gran deambulatorio alrededor del ábside semicircular. El pórtico principal de ocho columnas, seis frontales y dos laterales, posee la inscripción latina que reza "Divo. Marino. patrono. Et. Libertatis. Avctori. Sen. P. Q.". El altar está decorado con una estatua de San Marino, tallada por Adamo Tadolini. Bajo el altar se encuentran las reliquias del santo, que fueron encontradas el 3 de marzo de 1586, aunque parte de ellas fueron donadas a la isla de Rab (Croacia), lugar de nacimiento de San Marino.

## Galería de imágenes

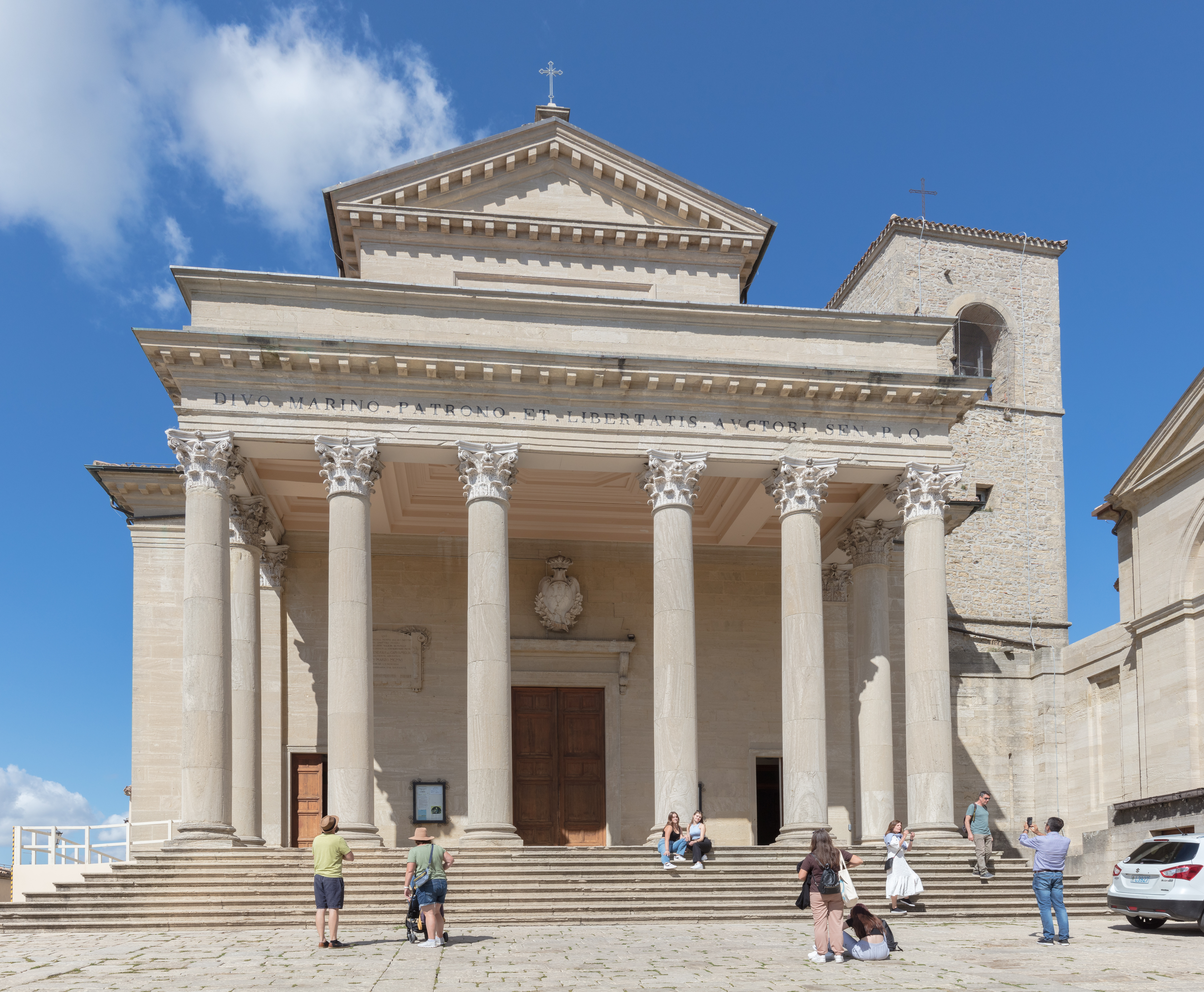
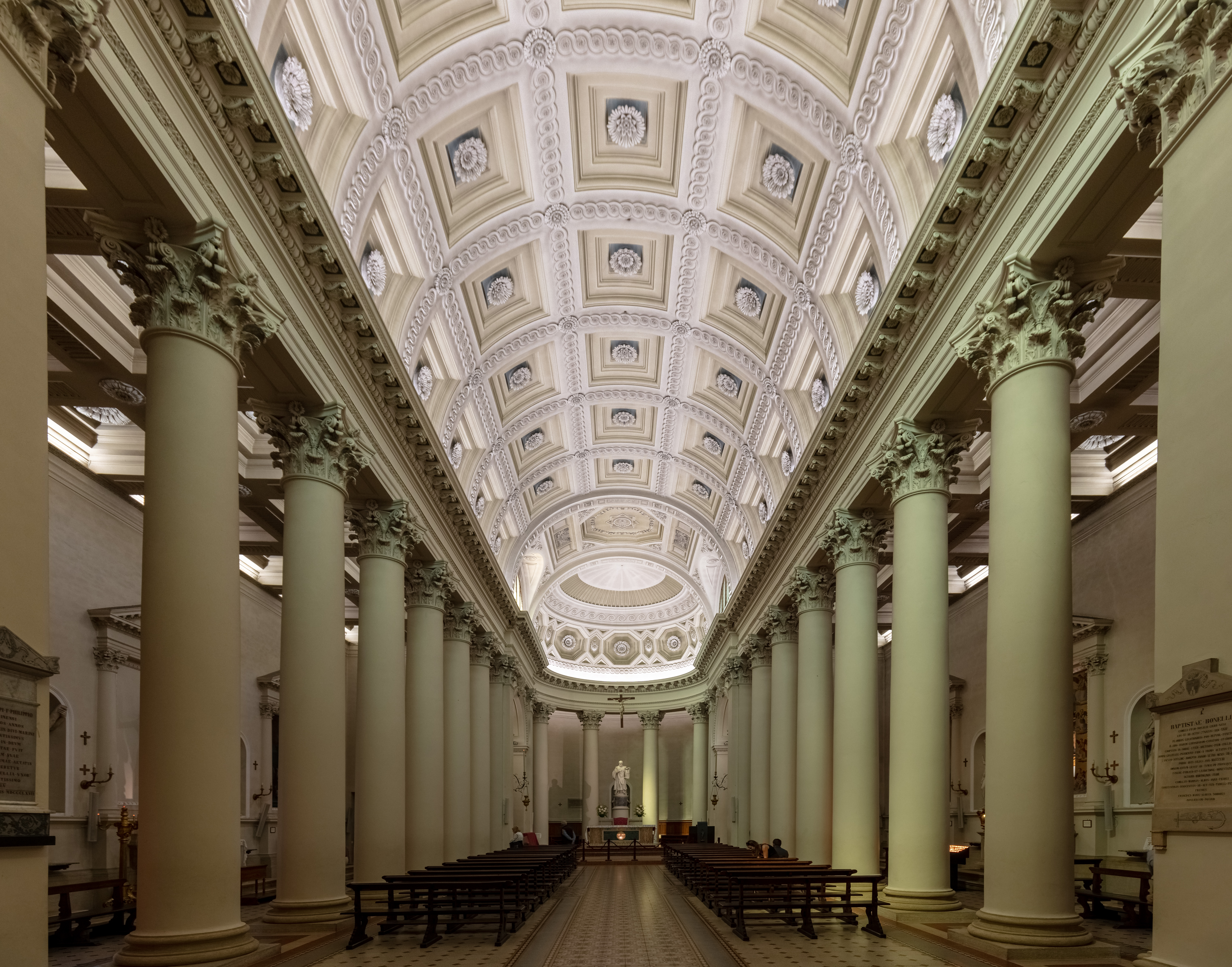
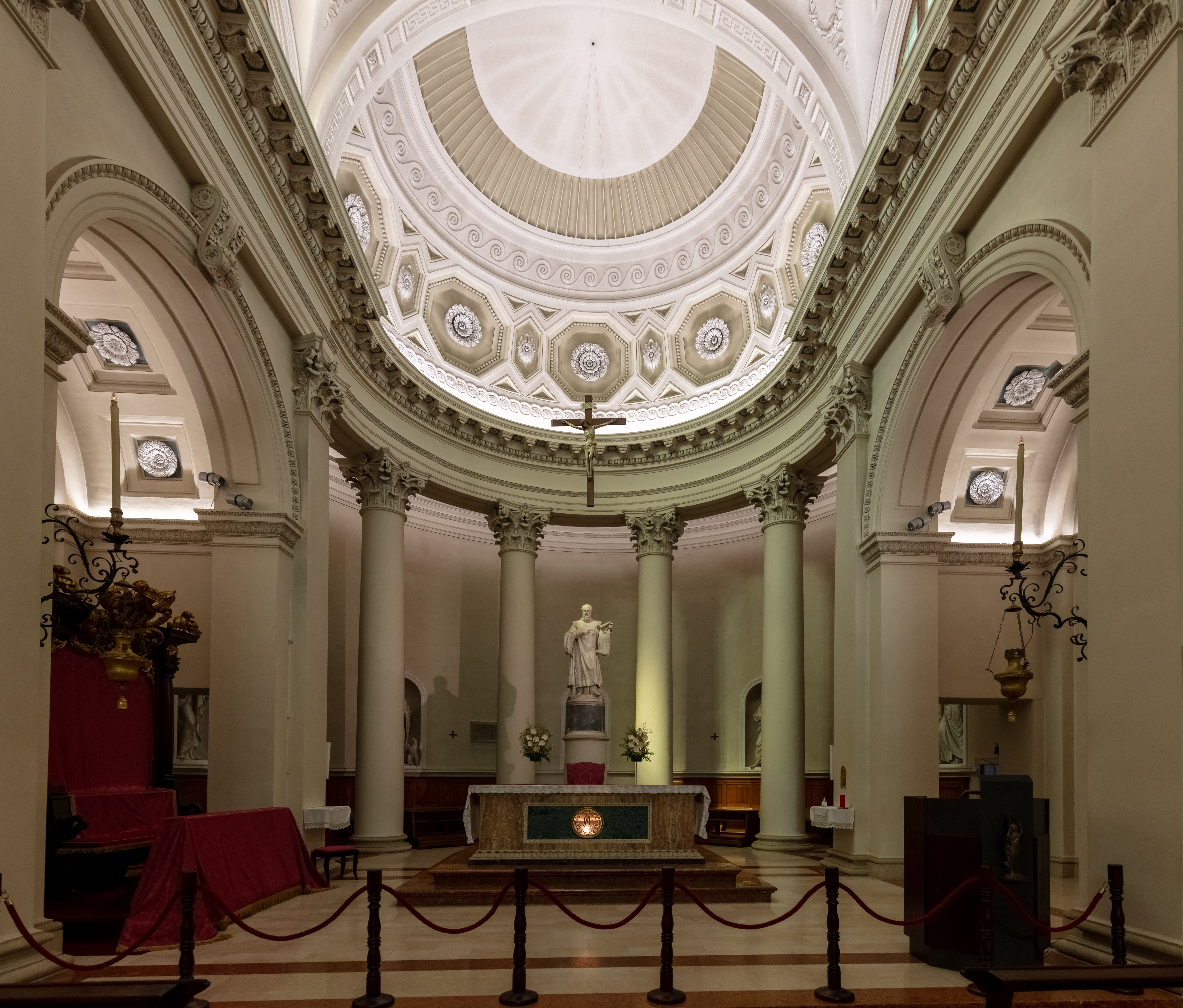
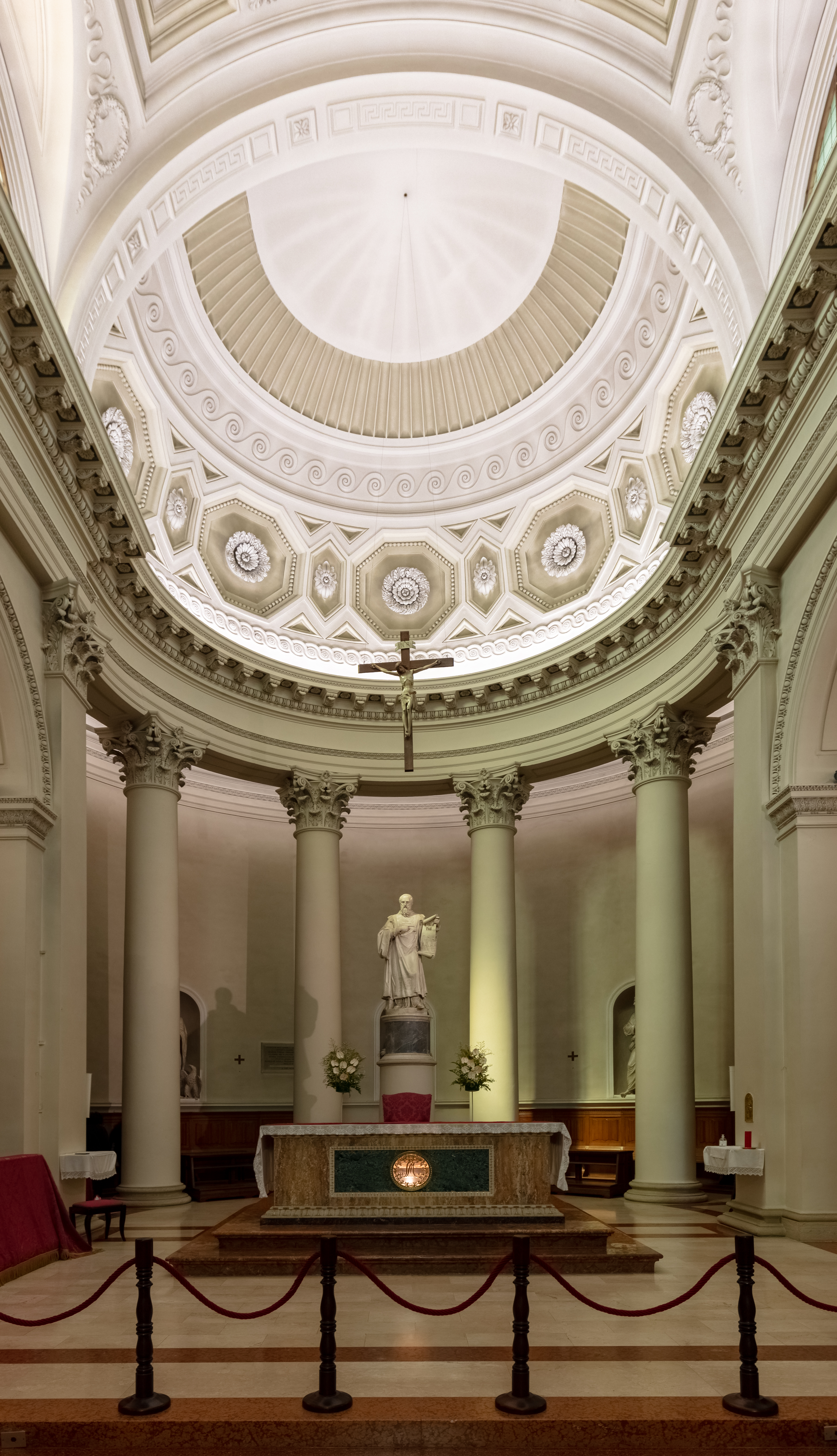
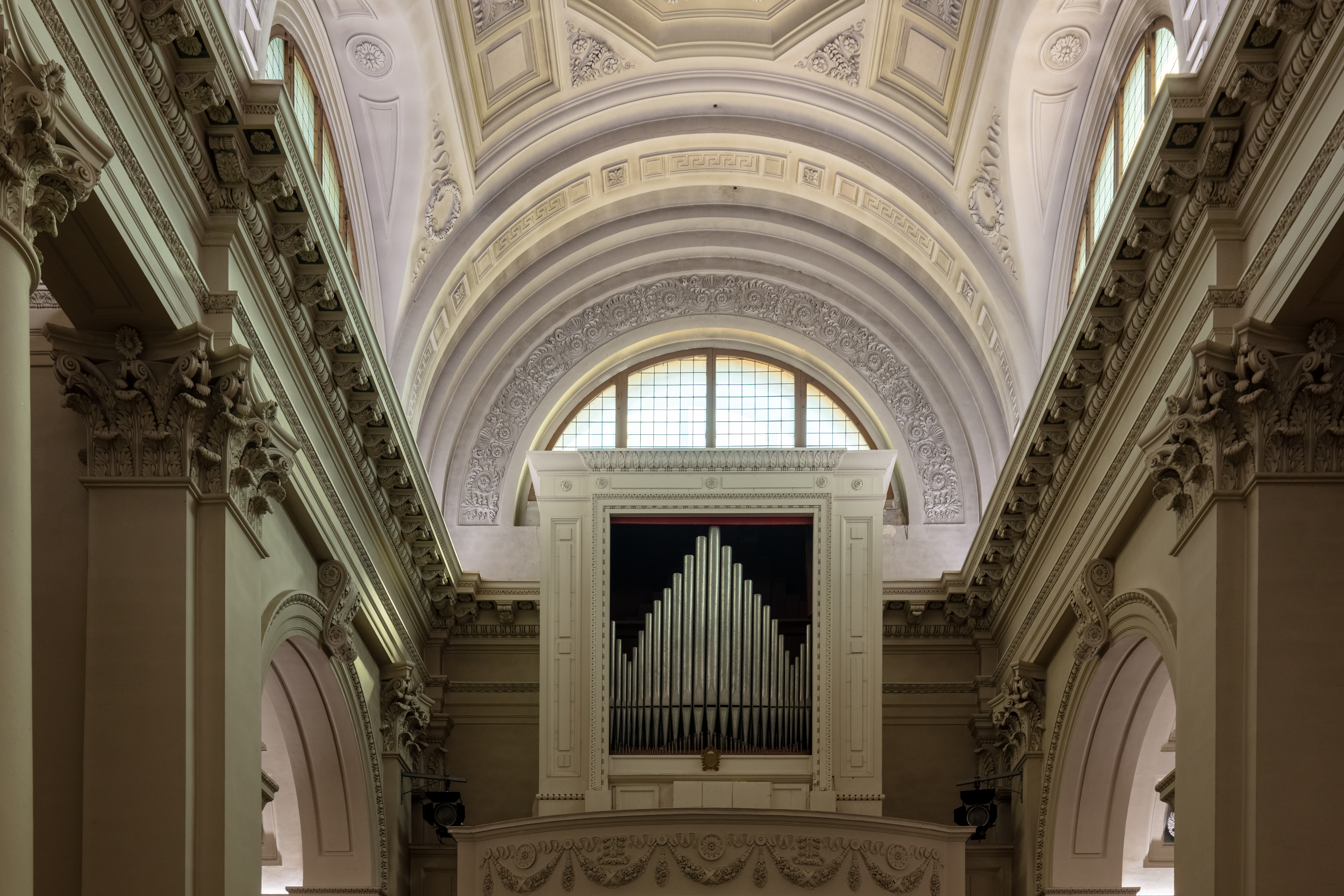
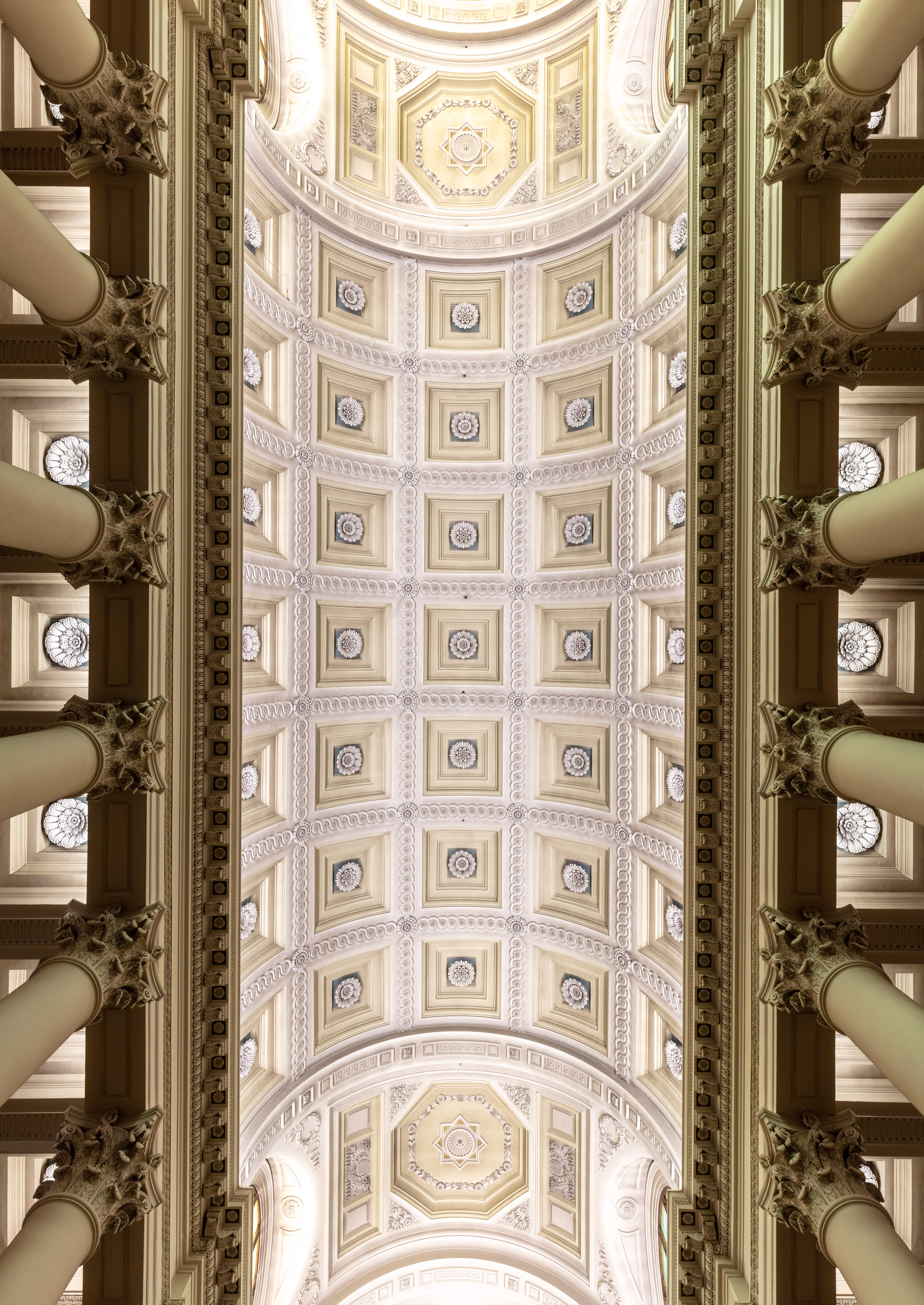